# Singer és Wolfner
Singer és Wolfner este o editură și librărie fondată în 1885 de Sándor Singer și József Wolfner. Ea a fost una dintre cele mai mari și cele mai de succes edituri din Ungaria.

## Istoric
În deceniile ce au urmat Compromisului austro-ungar din 1867 și ca urmare a dezvoltării economice a Ungariei au început să fie fondate tot mai multe edituri organizate ca societăți cu răspundere limitată. Această formă de organizare a devenit modelul de afaceri preferat de editurile din Ungaria din cauza accesului mai ușor la investiții mai mari de capital. Compania Singer és Wolfner a fost înființată în anul 1885. Fondatorii ei au fost Sándor Singer și József Wolfner, care și-au asumat rolul de directori. Ei au schimbat în 1923 forma de organizare a companiei în societate cu răspundere limitată. Începând din 1943 ea a început să funcționeze ca Uj idoek Irodalmi Intézet Részvénytarsasag (Institutul Literar Timpuri Noi SRL) bazat pe modelul german.

## Activitatea editurii
Succesul companiei s-a datorat în primul rând concentrării pe literatura pentru copii și tineret, precum și pe preferințele literare ale clasei de mijloc, editura publicând cărți populare și ieftine în cantități mari. A fost lansată colecția Egyetemes Regénytar (Romanul universal), ca urmare a recunoașterii dorinței publicului cititor pentru literatură accesibilă și de calitate. În această perioadă, pe lângă publicarea scriitorilor vechi, editura a cultivat multe tinere talente. Ca urmare, Singer és Wolfner a devenit editorul tinerilor scriitori precum Ferenc Herczeg, Géza Gárdonyi, Sandor Brody, Zoltan Ambrus, Ignotus și Viktor Rákosi. Compania a publicat o parte semnificativă a lucrărilor tinerei generații de autori în anii 1890.

## Aspect artistic
Singer és Wolfner considera că aspectul artistic al publicațiilor era foarte important și din acest motiv a completat articolele cu ilustrații bine realizate și alese cu grijă. Unele pagini de titlu și ilustrații au conferit unor publicații, practic, o valoare artistică. După moartea lui Jozsef Wolfner în 1932, fiul său, István Farkas, a preluat conducerea editurii. În afară de activitatea sa managerială, el era pasionat de pictură și, ca urmare, aspectul artistic al publicațiilor a dobândit un rol tot mai important. Majoritatea coperților, paginilor de titlu și decorațiunilor ex libris au fost proiectate și realizate pentru editură de Hellmann Mosonyi-Pfeiffer.

## Afaceri
Pe la începutul secolului al XX-lea au început să apară în Ungaria librării moderne și de înaltă clasă. Librăria editurii Singer és Wolfner a fost deschisă pe bulevardul Andrássy, când compania derula afaceri deja de aproape 26 de ani și devenise o forță majoră în industria editorială. Ca urmare, ea a avut un avantaj semnificativ față de magazinele nou-înființate. Editura Singer és Wolfner s-a mutat în 1912 pe bulevardul Andrássy nr. 16. Librăria se afla la parterul clădirii și era, potrivit unor surse contemporane, cea mai frumoasă și mai modernă de pe întreg teritoriul Austro-Ungariei.
Birourile editoriale, situate deasupra librăriei, erau locul unde se publicau popularele reviste săptămânale, En Ujsagom (Ziarul meu) și Magyar Lanyok (Fete maghiare). Spațiul interior al clădirii, mobilierul, candelabrele uriașe de bronz, zugrăveala, vitrinele și fațadele au fost proiectate de sculptorul Géza Maróti. Tâmplăria a fost realizată de meșterul tâmplar Joseph Kiss. Rafturile de depozitare se întindeau de la podea la tavan și multe publicații remarcabile erau așezate la vedere și ușor observabile.

## Publicații
- Colecția Romanul universal (1885-1931) - volume singulare cu tiraje de până la 20.000 de exemplare.
- Lexiconul Timpuri noi (1936-1942) - 24 de volume.
- Cartea Milioanelor.

## Periodice
- Timpuri noi (ed.: Ferenc Herczeg) - săptămânal artistic pentru femeile din clasa de mijloc.
- Observatorul Maghiar (ed.: István Tisza).
- Arte frumoase (ed.: Karoly Lyka) - abonații la această publicație erau eligibili pentru a deveni membri ai Societății de Arte Grafice. (Képzomuevészeti Tarsasag).

## Fete maghiareșiZiarul meu
Cele două periodice săptămânale erau adresate copiilor și tinerilor:
- Fete maghiare: Acest săptămânal ilustrat a fost lansat în 1894 de către Anna Tutsek, o autoare conservatoare de cărți pentru tinerele fete. Conținea articole despre bunele maniere, menaj și îngrijire corporală, precum și povestiri, piese de teatru, poezii și scrisori adresate redacției. A avut un mare succes în rândul tinerilor.
- Ziarul meu: Lajos Posa a scris excelente poezii pentru copii. Ziarul a apărut săptămânal la Budapesta timp de 35 de ani, fiind scris în mod explicit pentru copii. (Nu se știe dacă editarea ziarului a fost ideea lui Lajos Posa sau a editurii Singer és Wolfner).

## Lucruri de interes
Joseph Wolfner a fost numit „unchiul Pepi” în cercurile literare. El a fost un excelent jucător de tarot, după cum a dovedit la partidele de cărți organizate de Kálmán Mikszáth.